# Narodi svijeta Y
Narodi svijeta Y
Yagnobi, vlastito ime. Ostali nazivi:
- Lokacija: u 22 sela na rijeci Yaghnob u središnjem Tadžikistanu i gornjim pritokama Zheravshana.
- Jezik/porijeklo: yagnobi zivok, iranski jezik.
- Populacija (2007):
- Vanjske poveznice:

Yao,  Ostali nazivi:
- Lokacija: Kina, Vijetnam, Laos, Tajland
- Jezik/porijeklo:
- Populacija (2007):
- Vanjske poveznice: Yao

Yumbri, ostala imena: Mlabri, Phi Tong Luang (Lao), Ma Ku (Meo)
- Lokacija: sjeverni Tajland i Laos
- Jezik/porijeklo: jezik mlabri, khmu, mon-khmer
- Populacija: 150 (1938); 500 (Laos), 400 (Tajland)
- Kultura: lovci i sakupljači.
- Vanjske poveznice: MlaBri People  Arhivirana inačica izvorne stranice od 9. listopada 2007. (Wayback Machine)

Yache   	Cross River, Nigerija
Yagba   	Kwara, Nigerija
Yakurr (Yako)   	Cross River, Nigerija
Yalla   	Benue, Nigerija
Yandang   	Taraba, Nigerija
Yergan (Yergum)   	Plateau, Nigerija
Yoruba   	Kwara, Lagos, Ogun, Ondo, Oyo, Osun, Ekiti, Kogi, Nigerija
Yott   	Taraba, Nigerija
Yumu   	Niger, Nigerija
Yungur   	Adamawa, Nigerija
Yuom   	Plateau, Nigerija